# (7240) Hasebe
(7240) Hasebe est un astéroïde de la ceinture principale.

## Description
(7240) Hasebe est un astéroïde de la ceinture principale. Il fut découvert le 19 décembre 1989 à Kani par Yoshikane Mizuno et Toshimasa Furuta. Il présente une orbite caractérisée par un demi-grand axe de 2,36 UA, une excentricité de 0,16 et une inclinaison de 5,5° par rapport à l'écliptique.

## Compléments